# Caimito (Panamá Oeste)
Caimito es un corregimiento del distrito de Capira en la provincia de Panamá Oeste, República de Panamá. La localidad tiene 1.635 habitantes (2010).